# Agustín García Banderas
Agustín García Banderas (Quito, 16 de agosto de 1937 - Quito, 4 de marzo de 2020) fue un médico ecuatoriano especialista en ginecología y obstetricia. Fue profesor de la Facultad de Medicina de la Universidad Central del Ecuador durante cuarenta años, escritor, ensayista y poeta. Obtuvo varios premios y reconocimientos, como el premio al Mérito Docente de la Universidad Central del Ecuador así como el primer premio del I. Municipio de Quito por el ensayo de Unamuno Novelista, en el año de 1990.

## Datos biográficos
Nació en Quito, Ecuador, en 1937. Fueron sus padres el conocido Jurisconsulto y escritor Doctor Aurelio García Gallegos y doña Beatriz Banderas Salem. Está casado con la señora Myriam Paz Zurita, quiteña con quien procrea dos hijos: Agustín Alberto García Paz, (1969) y María Belén García Paz (1972).
Los estudios Primarios los realiza en el Pensionado Borja N° 1, los estudios Secundarios en el Colegio San Gabriel, cuando se gradúa, recibe el Anillo de oro, como mejor egresado. Fue profesor de literatura el padre Jorge Chacón, quien le guía y orienta en el cultivo de las artes literarias. Interviene en Concursos literarios Intercolegiales a nivel Nacional; tempranamente va formando su pensamiento en el Humanismo; en uno de éstos eventos literarios es galardonado con el Primer Premio con el tema sobre los Derechos Humanos.

## Estudios Académicos
Realiza estudios universitarios en la Facultad de Medicina de la Universidad Central del Ecuador en la ciudad de Quito y se gradúa en el año de 1961: recibe la Mención Honorífica como Mejor Egresado de la Facultad de Medicina. Presenta la tesis de Grado “Sufrimiento Fetal”, su Director de Tesis fue el notable y reconocido profesor Dr. César Jácome Moscoso, especializado en Ginecología y Obstetricia, Profesor Principal de Obstetricia de la Facultad de Medicina de la Universidad Central del Ecuador.
En su Tesis de Grado: “Sufrimiento fetal” hace un extensivo análisis de las causas y valoración del
sufrimiento fetal, recorriendo por los mecanismos fisiológicos y fisiopatológicos de la circulación vascular feto-madre a través de la placenta; función respiratoria fetal y en lo que se dado en llamar la respiración placentaria. García Banderas concluye que el trabajo de parto prolongado es un atenuante para la ruptura de la bolsa, predisponiendo a infección y trastorno de vascularidad; valora la asistencia del médico en la atención del parto, para poner en práctica la medicina preventiva, detectar a tiempo cuadros que caminan al sufrimiento fetal y tratar de evitarlo1.
Cuando ejercía la práctica médica en la Maternidad Isidro Ayora se establece amistad personal y profesional con el médico Gustavo Ramos; con el tiempo, Agustín García escribe el prólogo a la obra del maestro cuyo título es “Alto riesgo Obstétrico”. Para este tiempo García es Profesor del Departamento de Obstetricia.
Se inicia como docente en calidad de profesor Auxiliar en el año de 1964 a 1974, como profesor Agregado desde 1974 a 1985, profesor Principal de 1985 hasta su retiro. Durante esta etapa es designado Coordinador del Área de Gineco-Obstetricia, de 1986 a 2000; más tarde, es designado Profesor Principal de Gineco-Obstetricia, Humanidades Médicas y Ética Médica y Jefe de la Cátedra de Humanidades Médicas (2004-2007) y se retira de la cátedra universitaria en el año 2004.
De los 54 compañeros de aulas universitarias y que pertenecen a esta promoción; ejercen en diferentes ramas de la especialidad médica, tal el caso de los cardiólogos Carlos Chacón y Carlos Maggi; el otorrinolaringólogo David Bonilla; pediatras Guillermo Fuenmayor y Carlos Naranjo; reumatólogo José Lovato; siquiatras Juan Karolys y Wilson Suárez Troya,: ginecólogos Víctor Hugo Mejía y Fausto Morales; entre ellos surge un político, Reinaldo Yanchapaxi, quien llega en el año de 1998 a diputado nacional y luego ejerce la presidencia de la Asamblea Nacional del Ecuador.
Recibió la enseñanza médica de maestros como Virgilio Paredes Borja, profesor de Anatomía Descriptiva, quien fue autor de temas de historia de la medicina ecuatoriana; Teodoro Salguero, traumatólogo especializado en Alemania y profesor de fisiología; Miguel Salvador, Guillermo Azanza, cardiólogos, Max Ontaneda Pólit, gastroenterólogo; el médico manabita Arsenio de la Torre, profesor de Semiología; César Jácome Moscoso, ya mencionado antes; todos ellos, puntales de la enseñanza médica de la Facultad de Medicina de Quito.1
Para García Banderas la Medicina es ciencia y arte, en cuanto ejercicio profesional; “Ciencia en cuanto al acopio de conocimientos, al estudio de los mecanismos normales y a la profundización del enmarañado intríngulis de los procesos patológicos; y es un arte, en cuanto a su aplicación diaria, tenaz y pacienciosa, a la cabecera del enfermo" Para García Banderas la Medicina es ciencia y arte, en cuanto ejercicio profesional; “Ciencia en cuanto al acopio de conocimientos, al estudio de los mecanismos normales y a la profundización del enmarañado intríngulis de los procesos patológicos; y es un arte, en cuanto a su aplicación diaria, tenaz y pacienciosa, a la cabecera del enfermo”.2
Y en cuanto concierne a la práctica de la especialidad de la Obstetricia, una rama tan importante de la Medicina que trata del control, seguimiento y culminación feliz del parto de la madre; cuya meta tiene un ideal, la perpetuidad de la especie humana.

## Honores y premios
- Anillo de "Oro" al Mejor Egresado. Colegio San Gabriel, Quito, 1955.
- Mención Honorífica al Mejor Egresado. Facultad de Ciencias Médicas de la Universidad Central, Quito, 1961.
- Premio al Mérito Docente. Universidad Central del Ecuador. 1984.
- Galardonado por el I. Municipio de Quito, con el Primer Premio por el Ensayo de Unamuno Novelista, en el año de 1990.
- Presidente de la Comisión de Bioética del Organismo Nacional de Trasplante de Órganos y Tejidos, ONTOT.
- Miembro académico correspondiente de la Academia Nacional de Medicina, 2013.

## Obras

### Trabajos científicos publicados
- García Banderas, Agustín. 1982. Prólogo. En: Gustavo Ramos Toledo: Alto Riesgo Obstétrico. Quito.
- García Banderas, Agustín. 1983. Normas y Procedimientos en Ginecología del IESS, Quito.
- García Banderas, Agustín. 1983. Normas y Procedimientos en Obstetricia del IESS. Quito.
- García Banderas, Agustín. 1984. Guía para Examen Ginecológico elemental y especial. Quito: Facultad de Ciencias Médicas, Universidad Central.
- García Banderas, Agustín. 1987. Las Universidades de América Latina y la Estrategia Mundial para alcanzar Salud para todos en el año 2000. Quito.
- García Banderas, Agustín. 1990. Estudio crítico de la Planificación normativa desde el punto de vista estratégico. Quito.
- García Banderas, Agustín. 1997. Afecciones Uterinas más frecuentes. Folletos publicados por la Facultad de medicina. Quito.
- García Banderas, Agustín. 1997. (Prólogo) Alto Riesgo Obstétrico" del Dr. Gustavo Ramos Toledo y Col. en su cuarta Edición Quito: Carta al Editor. En: Revista "Medicina Ecuatoriana". 4(3).
- García Banderas, Agustín. 2005. Temas sobre Bioética y Genética. Quito. “Reflexiones sobre la Vejez y el Envejecimiento” en la Revista Latinoamericana de Bioética. (2008).
- García Banderas, Agustín. 2009. La enseñanza universitaria de la Bioética desde la perspectiva interdisciplinaria. En: La Bioética en la formación de recursos humanos de la salud, situación actual y desafíos en el Ecuador. Ministerio de Salud Pública, CONASA, OPS/OMS. Quito: Imprenta Activa. ISBN 978-9978-92-775-5
- García Banderas, Agustín y Edmundo Estévez. 2010. Bioética Clínica: escenario de la praxis médica. Quito: Centro de Biomedicina. Propumed. ISBN 9978-45-143-9
- García Banderas, Agustín. “Las bases filosóficas de la ética: Comentario a Códigos de Ética Médica”. Folletos publicados por la Facultad de Medicina. Quito, Inédito.

### Trabajos literarios publicados
- García Banderas, Agustín. 1989. Ensayo sobre Pablo Neruda. Quito: Facultad de Ciencias Médicas.
- García Banderas, Agustín. 1990. Miguel de Unamuno, Poeta. Quito: Publicaciones de la Facultad de Medicina.
- García Banderas, Agustín. 1990. Estudio Crítico de Planificación Normativa desde el Punto de Vista Estratégico.
- García Banderas, Agustín. 1996. Eugenio de Santa Cruz y Espejo. Mesa Redonda. Quito.
- García Banderas, Agustín (Prólogo). 1982. En: Alto Riesgo Obstétrico de Gustavo Ramos Toledo. Quito.
- García Banderas, Agustín y Edmundo Estévez. 2010. Bioética Clínica: escenario de la praxis médica. Quito: Centro de Biomedicina. Propumed.